# Draggaberget
Draggaberget är ett naturreservat i Älvdalens kommun i Dalarnas län.
Området är naturskyddat sedan 1996 och är 41 hektar stort. Reservatet består av en tallskog som växt upp efter en brand i början av 1800-talet.   